# Gare de Vions - Chanaz
Gare de Vions - Chanaz vasútállomás Franciaországban, Vions településen.

## Vasútvonalak
Az állomást az alábbi vasútvonalak érintik:
- Culoz–Modane-vasútvonal

## Kapcsolódó állomások
A vasútállomáshoz az alábbi állomások vannak a legközelebb:
- Gare de Chindrieux
- Gare de Culoz